# Macrocera altaica
Macrocera altaica är en tvåvingeart som beskrevs av Ostroverkhova 1979. Macrocera altaica ingår i släktet Macrocera och familjen platthornsmyggor. Inga underarter finns listade i Catalogue of Life.